# Nganglam
Nganglam of Namglam is een stad in het zuidoosten van Bhutan. Het ligt in het Pemagatshel District.
De stad heeft een bevolking van 5.418 (volkstelling 2017).